# بلوواتر (کالیفرنیا)
بلوواتر (به انگلیسی: Bluewater) یک منطقهٔ مسکونی در ایالات متحده آمریکا است که در شهرستان سن برناردینو، کالیفرنیا واقع شده‌است. بلوواتر ۳٫۴۸ کیلومتر مربع مساحت و ۱٬۲۵۳ نفر جمعیت دارد و ۱۱۲ متر بالاتر از سطح دریا واقع شده‌است.